# Гордон, Бриджетт
Бриджетт К. Гордон (англ. Bridgette C. Gordon; род. 27 апреля 1967 года в Де-Ленде, Флорида, США) — американская профессиональная баскетболистка, выступавшая в женской национальной баскетбольной ассоциации. За три месяца до драфта ВНБА 1997 года была распределена в команду «Сакраменто Монархс». Играла в амплуа лёгкого форварда. После завершения игровой карьеры вошла в тренерский штаб команды NCAA «Стетсон Хаттерс». В последнее время работала ассистентом Линды Харгров в студенческой команде «Уичита Стэйт Шокерс».

## Ранние годы
Бриджетт Гордон родилась 27 апреля 1967 года в городе Де-Ленд (штат Флорида), училась она там же в одноимённой средней школе, в которой выступала за местную баскетбольную команду.